# Caphexandra heydeana
Caphexandra heydeana är en kaprisväxtart som först beskrevs av John Donnell Smith, och fick sitt nu gällande namn av Hugh Hellmut Iltis och Cornejo. Caphexandra heydeana ingår i släktet Caphexandra och familjen kaprisväxter. Inga underarter finns listade i Catalogue of Life.